# Benedetto Diana

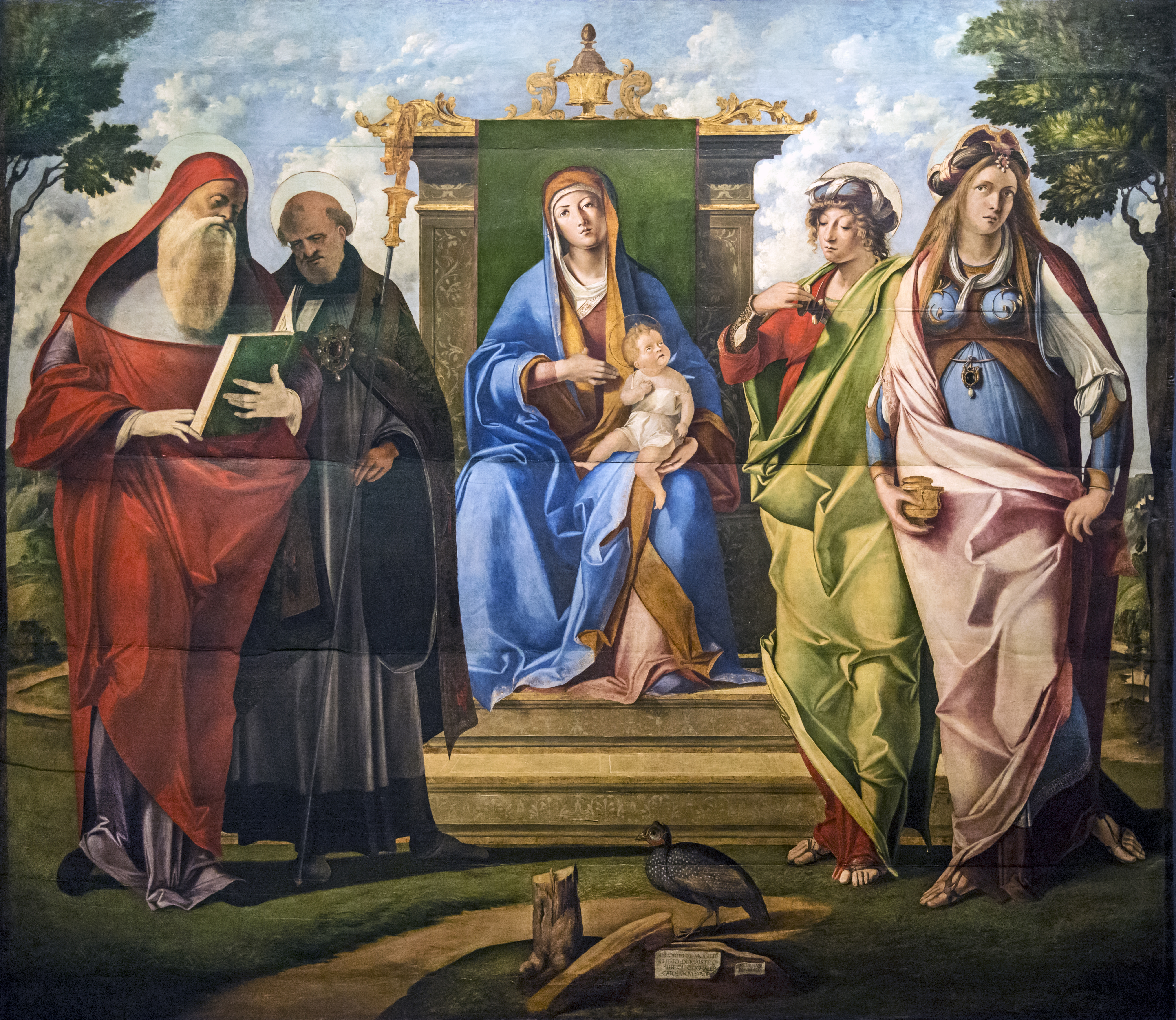
Virgen entronizada con santos, Galleria dell'Accademia, Venecia

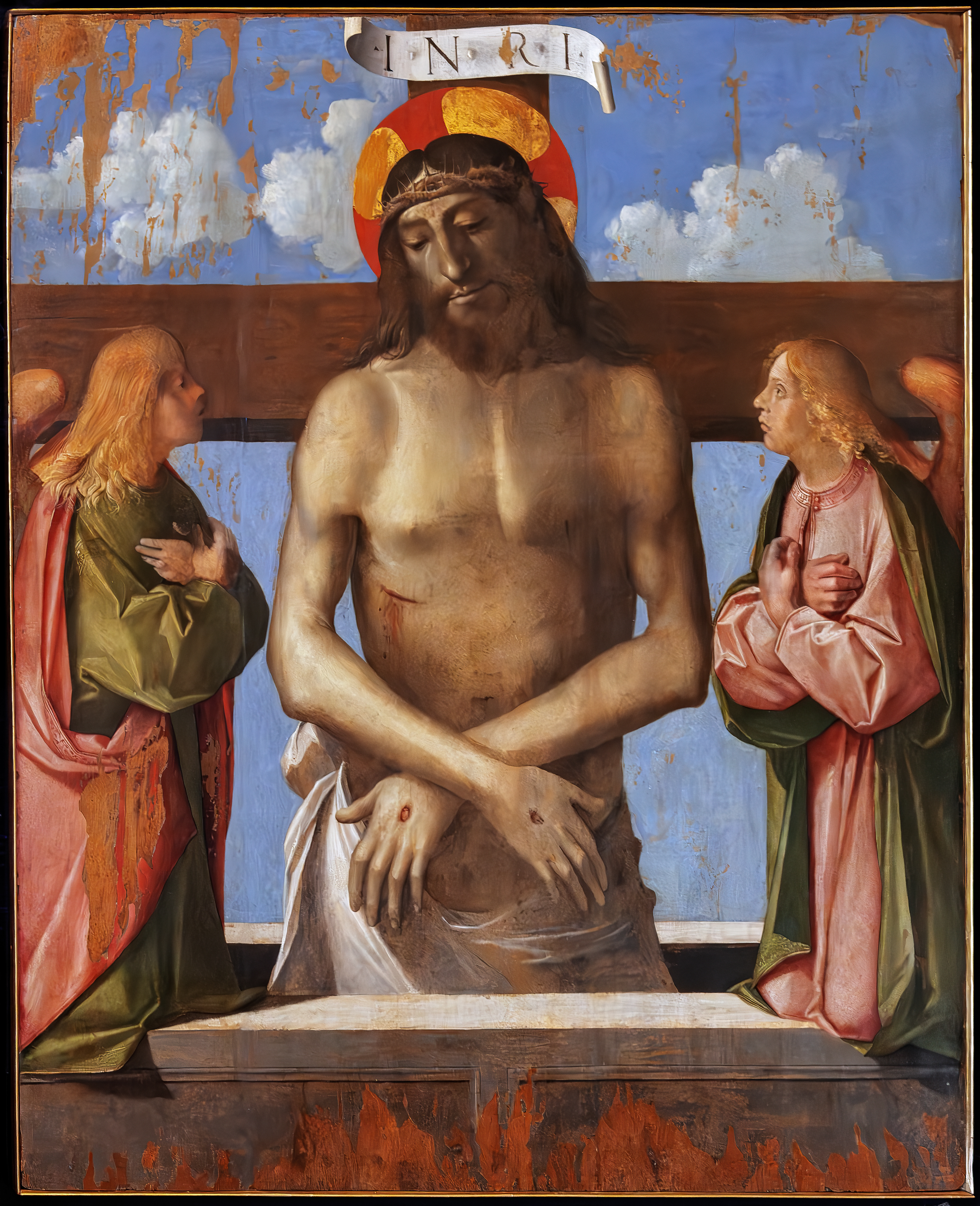
Pietà, Museo Correr, Venecia

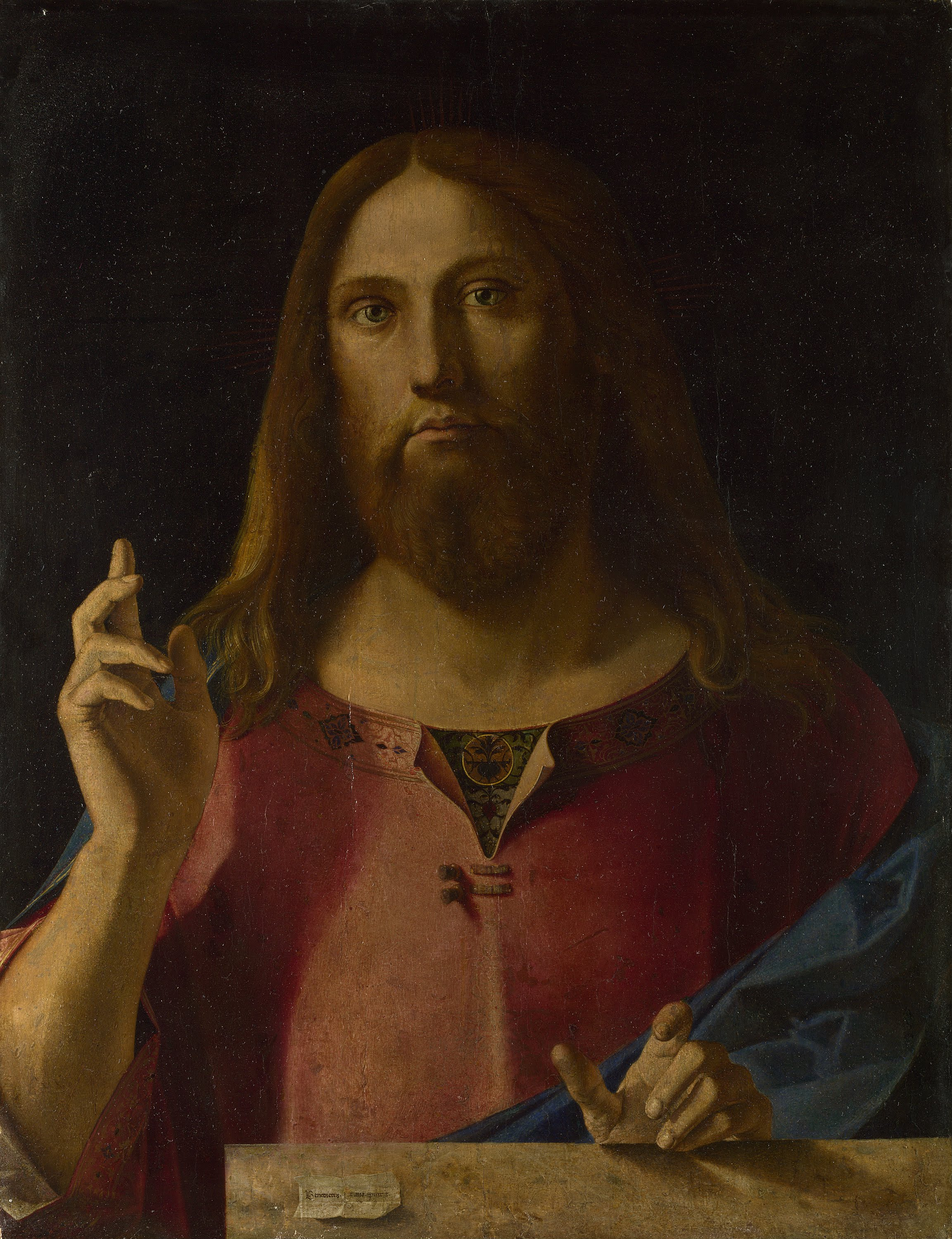
Salvator Mundi, Galería Nacional de Londres.

Benedetto Rusconi, conocido como Benedetto Diana (Venecia, hacia 1460-Venecia, 9 de febrero de 1525) fue un pintor italiano activo durante el Renacimiento.

## Biografía
En 1482 se le documenta entre los artistas inscritos en la Scuola della Carità de Venecia. Parece que se formó junto a Lazzaro Bastiani. Ya en 1485-1486 completó el fresco del Diluvio comenzado por Bartolomeo Montagna en la Scuola Grande di San Marco. La influencia de Bastiani, Giovanni Bellini y el mismo Montagna es evidente en la obra temprana de Diana. Después desarrollará una personalidad más independiente, con un dominio característico del color y un uso sofisticado de la luz y los volúmenes. Consiguió una gran maestría en la representación de efectos ópticos en los paisajes que servían de fondo para muchas de sus obras, al estilo de los primitivos flamencos.
Algunas de sus obras revelan un profundo estudio del estilo de Antonello da Messina en el tratamiento de las figuras. Ya en la parte final de su carrera, Diana se acercó a las innovaciones de los pintores vénetos más avanzados, como Lorenzo Lotto o Giorgione. Introdujo fondos arquitectónicos y una nueva dimensión en sus figuras que podrían beber de modelos del Pordenone. Prueba de esta puesta al día es su telero para la Scuola Grande di San Giovanni Evangelista, donde muestra su capacidad para trabajar en grandes formatos. En este proyecto decorativo trabajaron algunos de los más grandes pintores de su generación, como Pietro Perugino, Gentile Bellini, Vittore Carpaccio, Giovanni Mansueti o Lazzaro Bastiani. Diana fue un pintor muy reconocido por sus contemporáneos, prueba de ello es que obtuviera el encargo para pintar el estandarte (“gonfalone”) de la Scuola della Carità, derrotando a otros pintores más afamados en nuestros días como Carpaccio. En 1512 fue elegido presidente de la cofradía de los pintores venecianos. Aunque posteriormente ha sido relegado a una posición subalterna dentro de la masa de pintores bellinianos, realmente fue un artista de personalidad única, que pudo tratar en un plano de absoluta igualdad a las otras dos corrientes dominantes en la pintura veneciana de su época, encabezadas respectivamente por Alvise Vivarini y Giambellino.

## Obras destacadas
- Sibila (c. 1480, Palazzo Pitti, Florencia)
- Profeta (c. 1480, Palazzo Pitti, Florencia)
- Virgen entronizada con niño entre dos santos y donantes (1487, Ca' d'Oro, Venecia)
- Virgen entronizada con santos (c. 1490, Museo Cívico Ponzone, Cremona)
- Cristo bendiciendo (1500, Lowe Art Museum, Florida)
- Virgen con el Niño y San Jerónimo (1504, Lowe Art Museum, Florida)
- Curación milagrosa del hijo de Ser Alvise Finetti (1505-1510, Gallerie dell'Accademia, Venecia)
- Virgen y el niño (1510, Museos Cívicos de Pavía[1])
- Salvator Mundi (1510-1520, National Gallery de Londres)
- Cristo de pie con paisaje (Galería Estense, Modena)
- Pietà (Museo Correr, Venecia)
- Virgen con el Niño, San Juanito, San Pedro y San Antonio (1515, Rijksmuseum, Ámsterdam)
- Virgen entronizada con santos (1515, Gallerie dell'Accademia, Venecia), pintada originalmente para la iglesia de Santa María dei Servi en Venecia.
- Presentación y Esponsales de la Virgen, Anunciación (1520-25, National Gallery of Art, Washington)
- Asunción de la Virgen (c. 1520, Santa Maria della Croce, Crema)